# Oberösterreich-Rundfahrt
Die Oberösterreich-Rundfahrt ist ein österreichisches Rad-Etappenrennen.
Die vom Oberösterreichischen Landesradsportverband veranstaltete Rundfahrt ist nach dem Internationalen Raiffeisen Grand Prix in Judendorf-Straßengel und der Österreich-Rundfahrt das wichtigste Radrennen in Österreich. Die Rundfahrt findet im Juni statt und führt über drei Etappen. Von 2008 bis 2009 lief die Rundfahrt unter der Bezeichnung Internationale 3-Länder Tour Linz–Passau–Budweis, davor unter dem Namen Internationale Friedens- und Freundschaftstour oder Internationale Friedens- und Freundschaftstour Linz–Passau–Budweis.
Die 1. Internationale Oberösterreich-Rundfahrt zählte 2010 erstmals zur UCI Europe Tour und wurde in der Kategorie 2.2 eingestuft.

## Sieger (seit 1999)
- 2023  Luca Vergallito
- 2022  Rainer Kepplinger
- 2021  Alexis Guérin
- 2020 nicht ausgetragen wegen Covid19
- 2019  Jannik Steimle
- 2018  Stephan Rabitsch
- 2017  Stephan Rabitsch
- 2016  Stephan Rabitsch
- 2015  Gregor Mühlberger
- 2014  Patrick Konrad
- 2013  Riccardo Zoidl
- 2012  Robert Vrečer
- 2011  Petr Benčík
- 2010  Leopold König
- 2009  Raymond Künzli
- 2008  Markus Eibegger
- 2007  Marcel Siegfried
- 2006  Markus Eibegger
- 2005  Paul Crake
- 2004  Martin Riška
- 2003  Thomas Dekker
- 2002  Stefan Rucker
- 2001  Philippe Gilbert
- 2000  Torsten Hiekmann
- 1999  Jos Lucassen